# Peter Maly

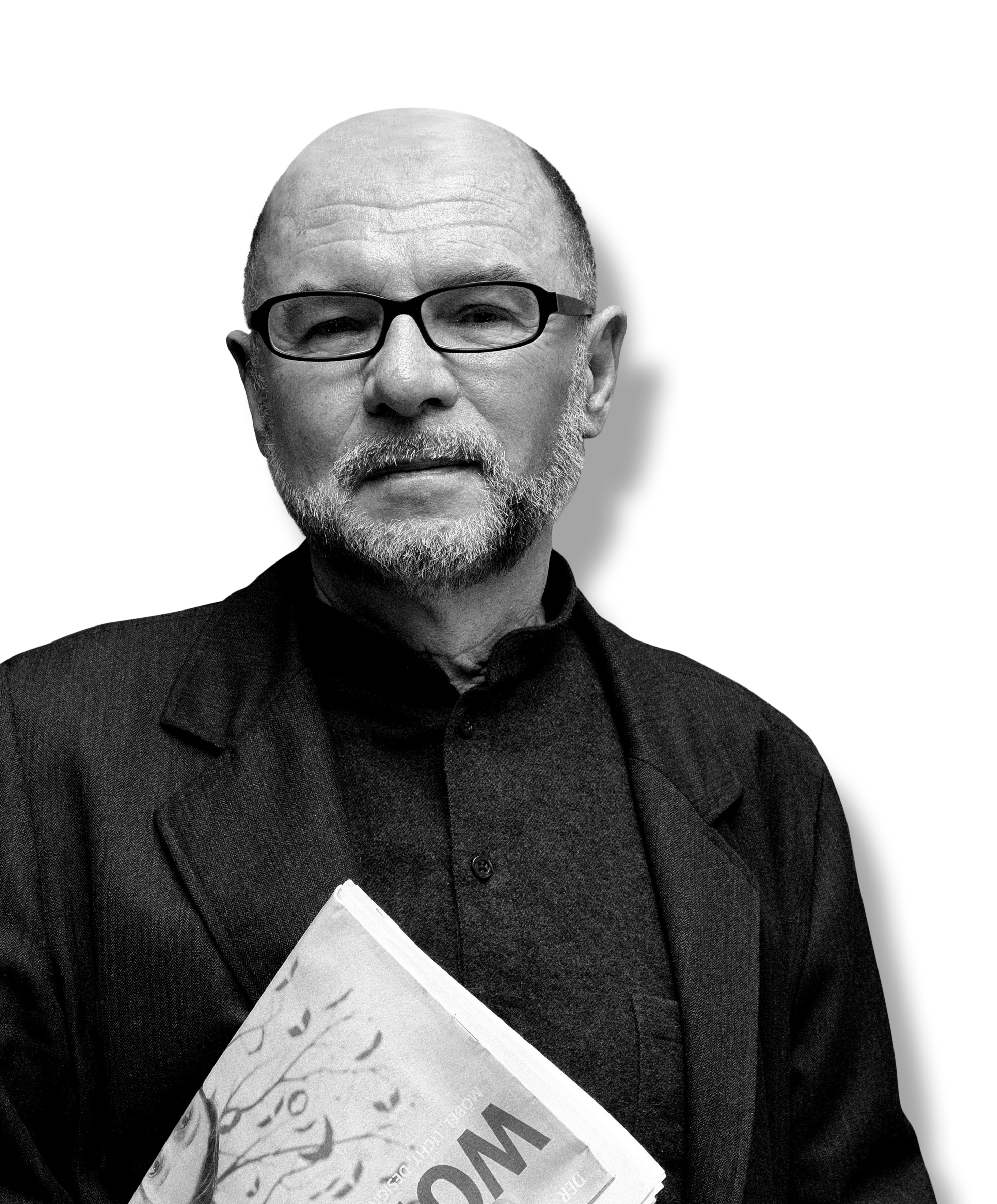
Peter Maly, 2012

Peter Maly (* 19. August 1936 in Trautenau) ist ein deutscher Innenarchitekt und Industriedesigner. Sein Betätigungsfeld ist der Entwurf von Möbeln und Einrichtungsgegenständen.

## Leben
Peter Maly wurde 1936 am Rande des Riesengebirges, geboren. Dort betrieben die Eltern gemeinsam ein großes Schneideratelier. Der Krieg veränderte alles, denn der Vater wurde eingezogen, er fiel 1945 an der Front. Die Familie wurde 1946 aus dem jetzt tschechisch gewordenen Trutnov vertrieben, sie fand eine neue Heimat in Hessen in dem Dorf Ballersbach, später in der Kleinstadt Herborn, in der Peter Maly zur Schule ging. Dort entdeckte der Zeichenlehrer dessen künstlerische Talent. Peter Maly erlernte das Tischlerhandwerk zur Vorbereitung auf das des geplante Studiums der Innenarchitektur, sein Gesellenstück war eine selbst entworfene Anrichte aus Ulmenholz. Das Studium an der Fachhochschule in Detmold schloss er 1960 ab.
Die neu gegründete Zeitschrift "Schöner Wohnen" holte den jungen Innenarchitekten 1960 nach Hamburg, wo er bis 1970 der Redaktion angehörte, zuletzt als Leiter der Innenarchitektur. Er zeichnete und inszenierte zahlreiche Wohnthemen im Fotostudio, bekannt wurde er mit seinem monatlich erscheinenden "Peter Malys Skizzenbuch", in dem er sich um Wohnprobleme von Lesern kümmerte.

## Werkbiografie
1970 wagte er den Schritt in die Selbstständigkeit mit der Gründung des Studios Peter Maly Design Innenarchitektur. In dieser Zeit entwickelte er zahlreiche Fotoinszenierungen und erste Messestände für die Möbelindustrie; für Interlübke wurde Maly künstlerischer Berater.
Es entstanden erste Möbelentwürfe, zuerst für Tecta (Serie 1) und für Interlübke (Mutaro), später auch für COR Sitzmöbel (Zyklus 1984, Circus 19992, Circo 1998). Anfangs orientierte er sich an der dänischen Möbelschule und wurde auch durch die Pop Art inspiriert. Später entdeckte er das Bauhaus für sich. Seitdem gehören geometrische Formen zu seinen Entwürfen, wie etwa beispielhaft beim Sessel Zyklus für COR.
Weiterhin arbeitete er parallel zum Produktdesign am Entwurf von Messeständen, Katalogen und Anzeigen und inszenierte Fotos, denn er begleitete sein Produkt vom Entwurf bis zur Vermarktung, einschließlich Messepräsentation und Werbekampagne.
Der Durchbruch als Designer gelang ihm Mitte der 1980er-Jahre, als er mit dem Maly-Bett (für Ligne Roset), dem Sessel Zyklus (für COR) und dem Container-Programm DUO (für Interlübke) drei auch kommerziell erfolgreiche Produkte von drei großen Herstellern fast gleichzeitig auf den Markt kamen.
Maly lässt sich zwar von geometrischen Grundformen leiten, im Focus stehen aber auch Funktion und Zweckmäßigkeit. Auch Langlebigkeit ist ein wichtiges Kriterium. Der Stuhl 737 (1994 für Thonet entworfen), vereint vieles davon, wie auch das Menos-Programm (1996), eine Solitärkommoden-Reihe, die er für BEHR entwarf.
Peter Maly ist auch auf zahlreichen anderen Gebieten tätig, wie Entwürfe von Leuchten (für Anta) Klaviere und Flügel (für die Sauter-Pianomanufaktur), Outdoormöbel und Kaminöfen (für Conmoto/Skantherm) und Teppiche (Für Carpet Concept und JAB Anstoetz) belegen. In den Jahren 2006 bis 2012 entstand für die japanische Möbel-Manufaktur Conde House eine Kollektion von Massivholzmöbeln wie z. B. der Tisch Hakama aus Nussbaum-Bohlen.

## Werke

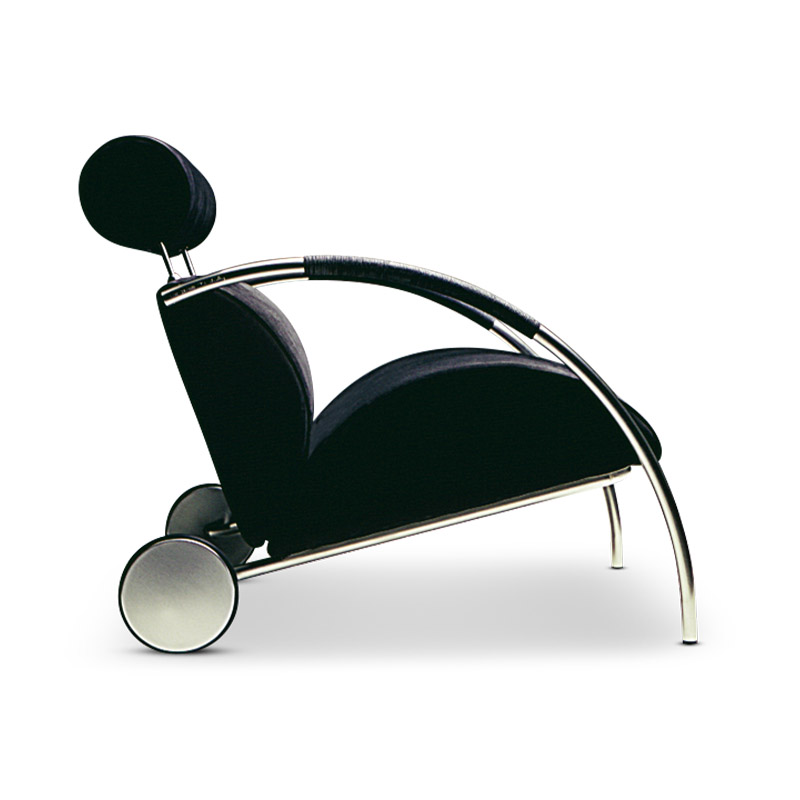
Zyklus (COR)
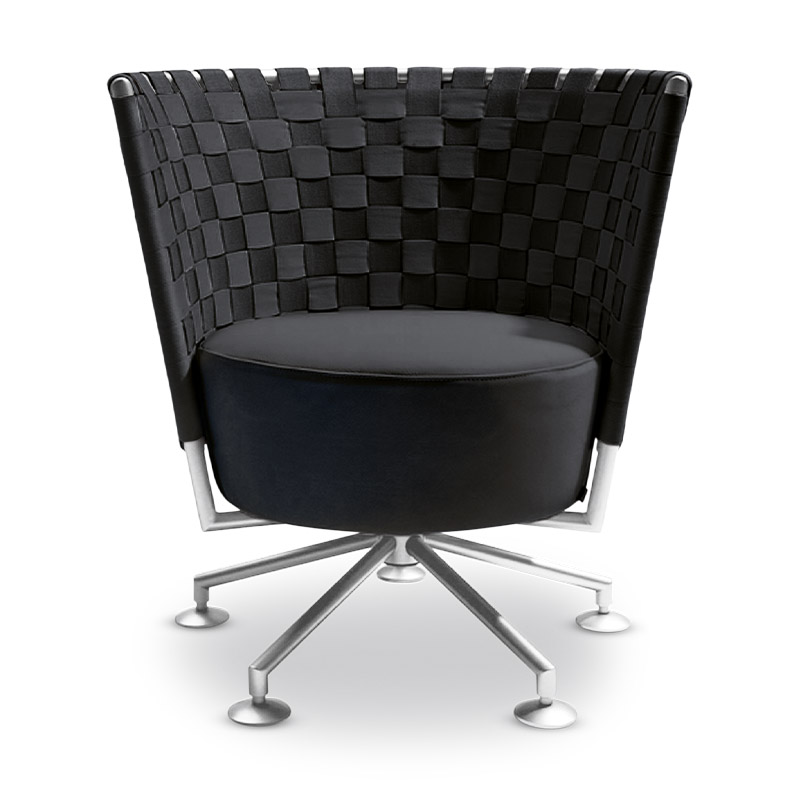
Circo (COR)
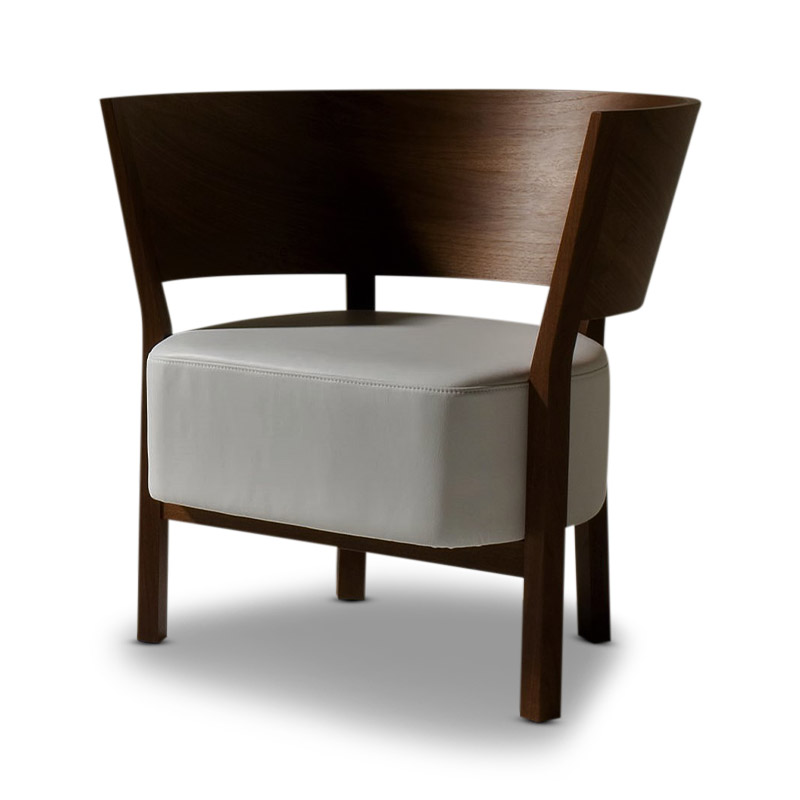
Tosai Easy Chair (Conde House)
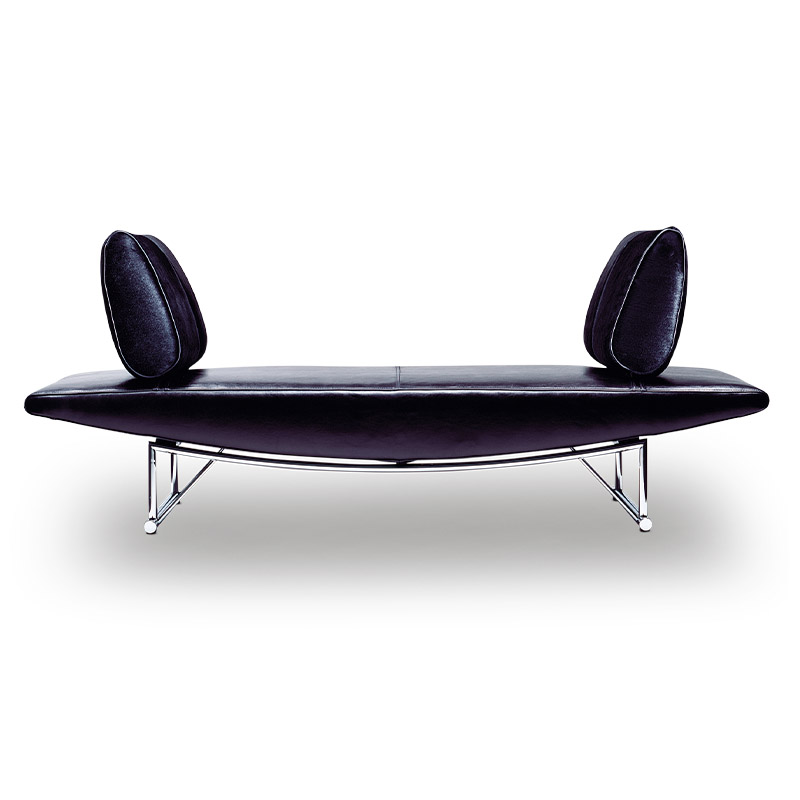
Cirrus (COR)
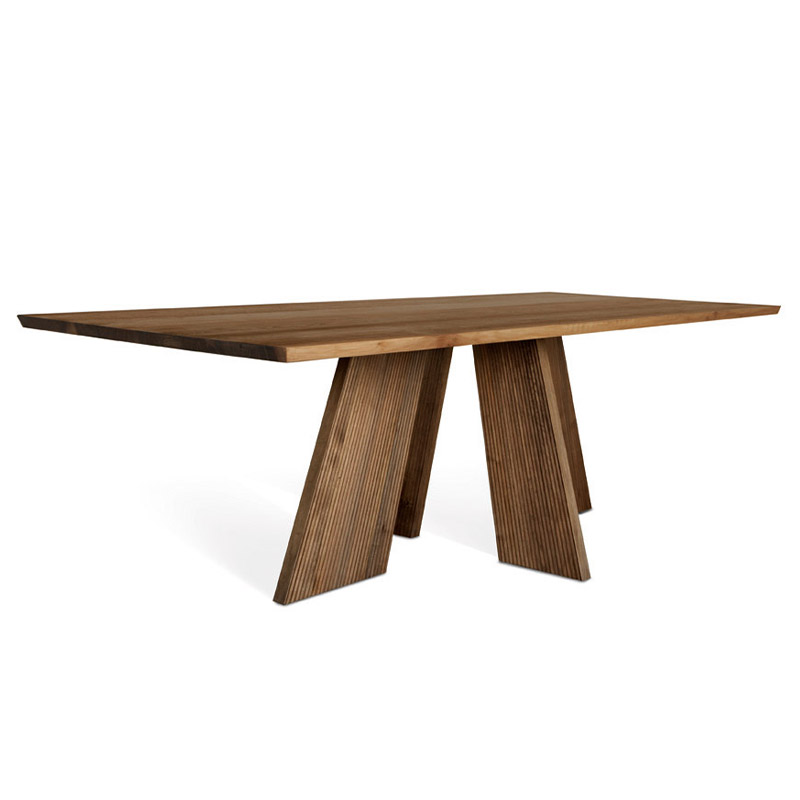
Hakama (Conde House)
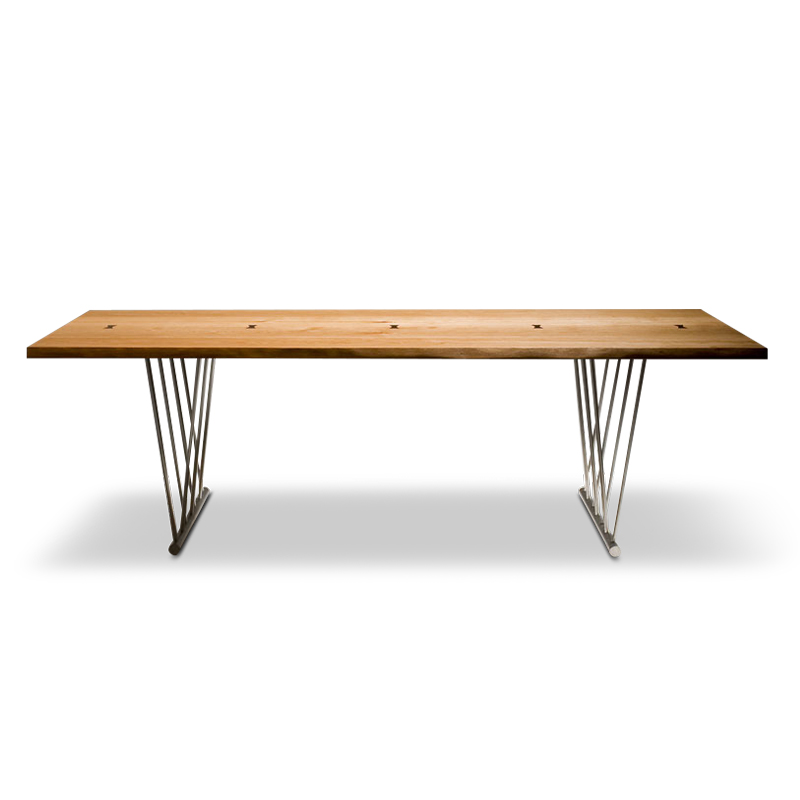
Tosai (Conde House)
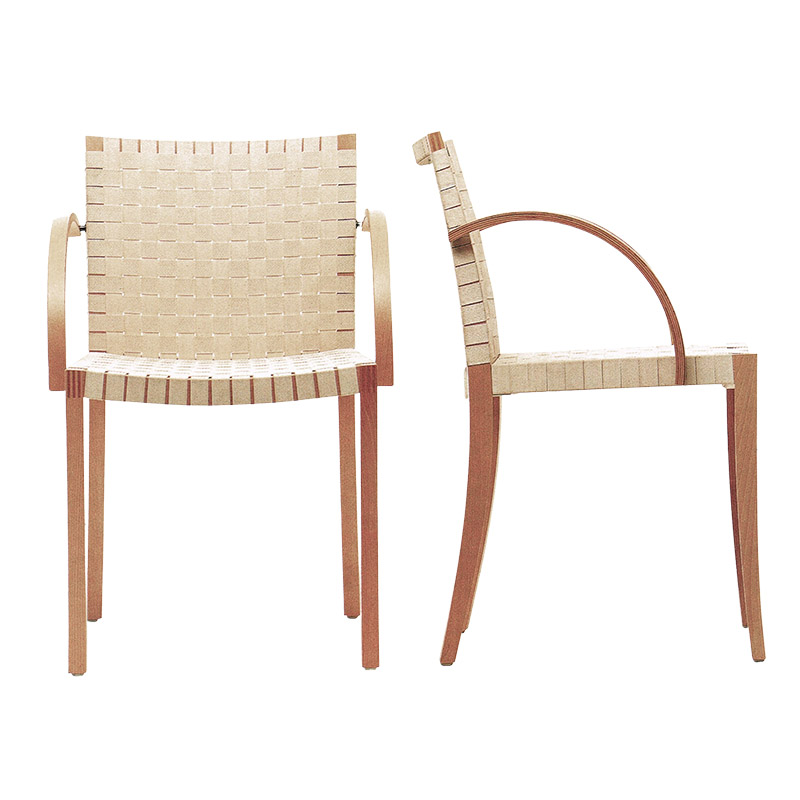
Thonet 737 (Thonet)
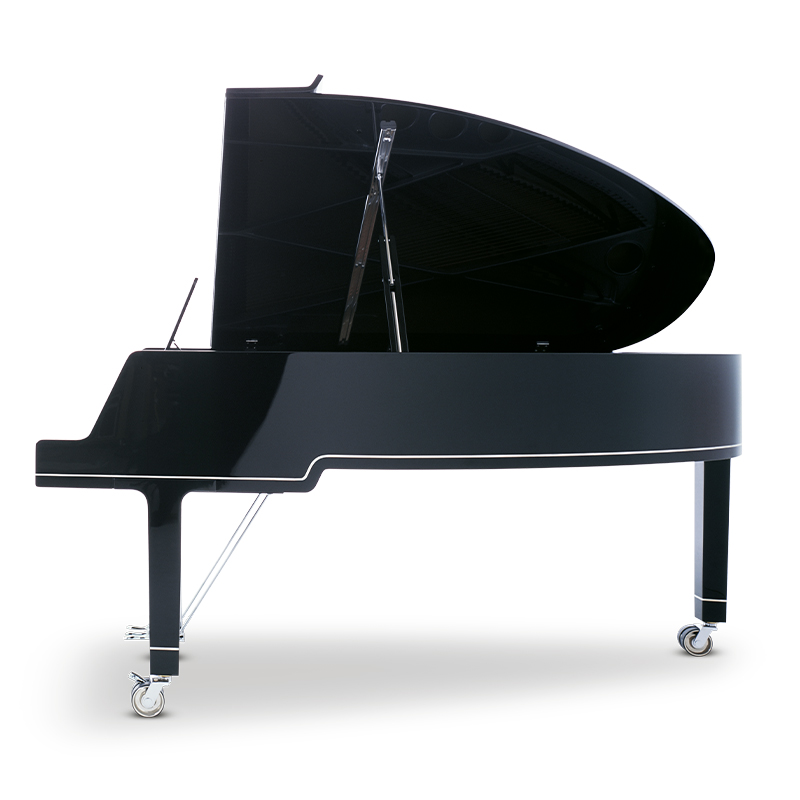
Ambiente Piano (Sauter)
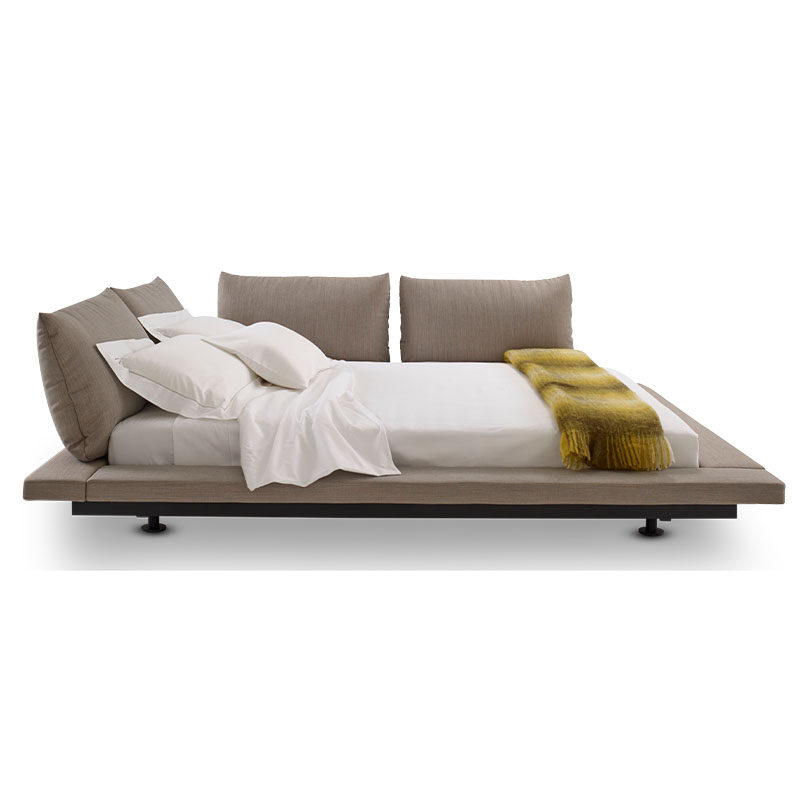
Maly Bett (Ligne Roset)
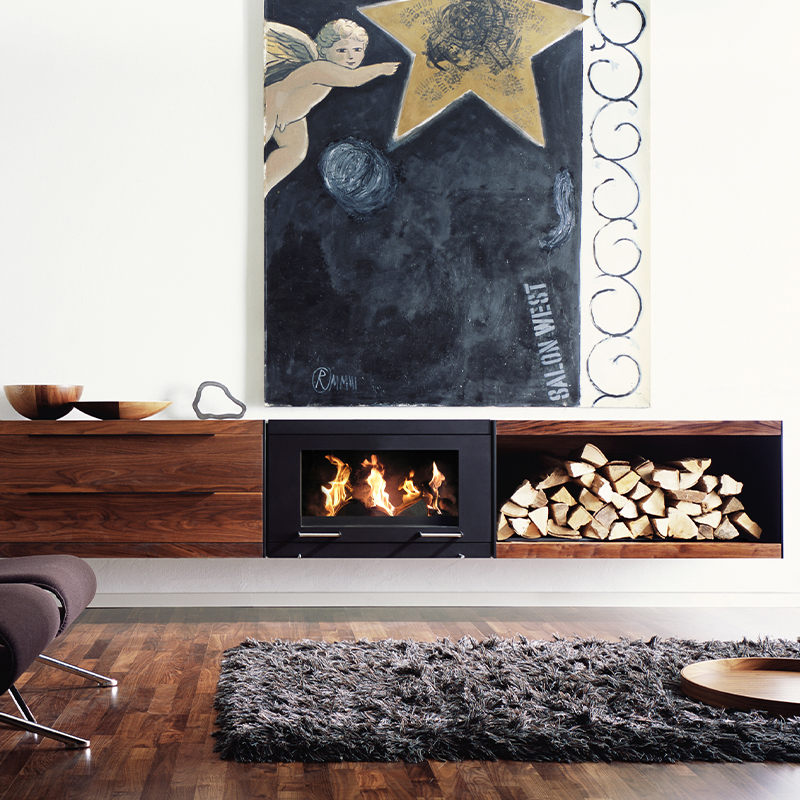
Balance (Skantherm)
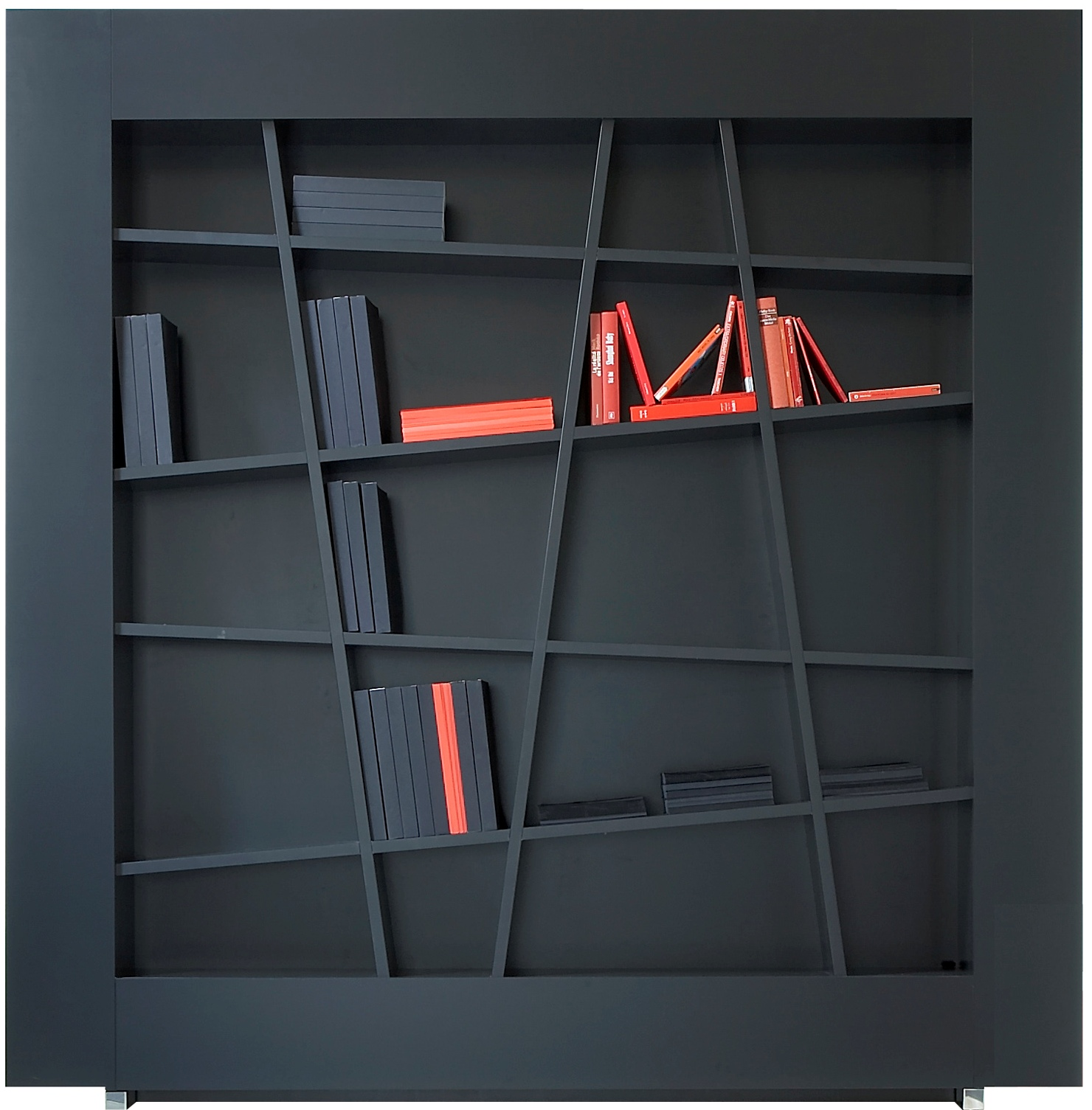
Lines (Ligne Roset)
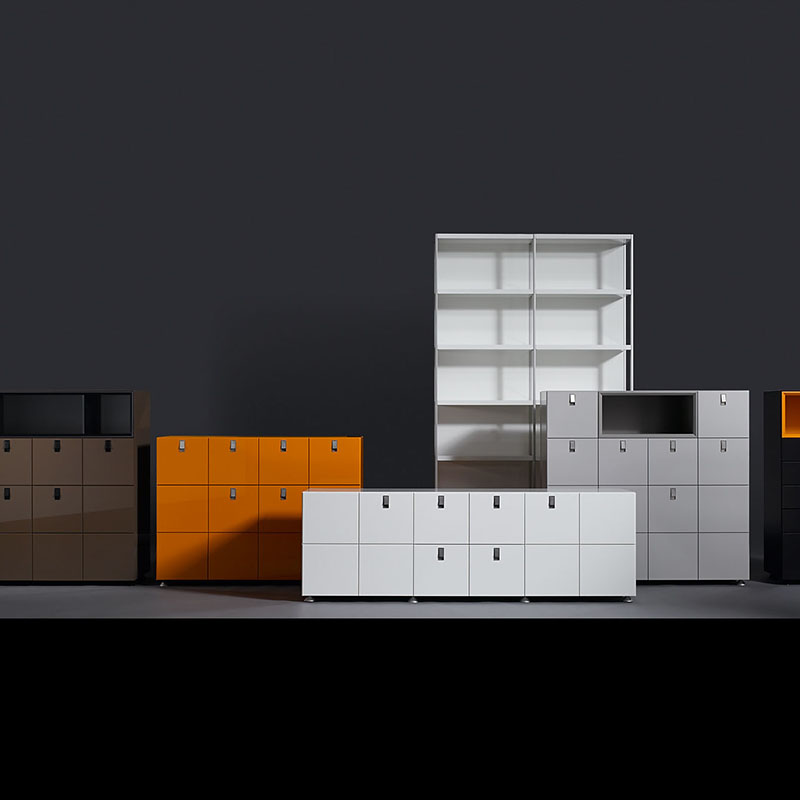
Menos (Behr)

## Preise und Auszeichnungen
- Bundespreis Gute Form
- Hommage de l’industrie aux créateurs Paris
- Hommage du Salon du meuble de Paris
- iF design award (8×)
- red dot design award (12×)
- Design Preis Schweiz (2×)
- Exhibition Design Award, imm cologne (2× Silber, 1× Gold),
- Internationaler Designpreis Baden-Württemberg
- Landesprämierung hamburgunddesign (2×)
- Good Design Award Chicago (19×)
- Interior Innovation Award Cologne (2×)
- Auszeichnung Möbel des Jahres von der Redaktion Schöner Wohnen
- Grand Prix Brno
- iF communication design award
- Nominierung für den Designpreis der Bundesrepublik Deutschland

## Ausstellungen
- 2001: Ausstellung im Museum für Kunst und Gewerbe Hamburg.
- 2002: Ausstellung im Kunstgewerbemuseum Berlin.
- 2002: Ausstellung im Red Dot Design Museum Essen.
- 2004: Ausstellung „skizziertes Design“ im Museum für Kunst und Gewerbe Hamburg.
- 2011: Ausstellung „Design aus vier Jahrzehnten“ im Wenzel-Hablik-Museum in Itzehoe.
- 2016/2017: Ausstellung „Peter Maly – Arbeiten aus vier Jahrzehnten“, Designxport, Hamburg.